# Estación de Maragall
La estación de Maragall es una estación del Metro de Barcelona perteneciente a las líneas 4 y 5. Está situada entre los distritos de Nou Barris, Horta-Guinardó y San Andrés de Barcelona.
Esta estación fue inaugurada en 1959 como parte de la línea II entre Sagrera y Vilapicina, que se convirtió en línea V en 1970 debido a la ampliación de la misma entre Diagonal y Sagrera. En 1982, entró en servicio la parte de la línea 4 (momento en que además se renombraron las líneas con números arábigos) de Guinardó a Roquetes (ahora Via Júlia).
En 2022 se adaptó para personas con movilidad reducida por la línea 4.
| << cabecera     | < estación         | línea | estación >                       | cabecera >>   |
| --------------- | ------------------ | ----- | -------------------------------- | ------------- |
| Metro           |                    |       |                                  |               |
| Trinitat Nova   | Llucmajor          |       | Guinardó \| Hospital de Sant Pau | La Pau        |
| Cornellà Centre | Congrés \| Indians |       | Virrei Amat                      | Vall d'Hebron |